# Energetická chudoba
Energetická chudoba je termín používaný pro nedostatečný přístup k moderním energetickým službám. Odkazuje na situaci velkého počtu lidí v rozvojových zemích a některých lidí v rozvinutých zemích, jejichž blahobyt je negativně ovlivněn velmi nízkou spotřebou energie, používáním špinavých nebo znečišťujících paliv a nadměrným časem stráveným sháněním paliva k uspokojení základních potřeb. 
V současné době[kdy?] nemá 759 milionů lidí přístup ke stálému elektrickému proudu a 2,6 miliardy lidí používá nebezpečné a neefektivní systémy pro vaření. Energetická chudoba je nepřímo úměrná k přístupu k moderním energetickým službám, ačkoli zlepšení přístupu je pouze jedním z faktorů úsilí o snížení energetické chudoby. Pojem „energetická chudoba“ se liší od pojmu „palivová chudoba“, která se primárně zaměřuje pouze na otázku cenové dostupnosti.
Termín „energetická chudoba“ se objevil díky knize Brendy Boardmanové Fuel Poverty: Od studených domovů k cenově dostupnému teplu (1991). Pojmenování průsečíku energie a chudoby jako „energetická chudoba“ motivovalo potřebu vytvořit veřejnou politiku pro řešení energetické chudoby a také studovat její příčiny, příznaky a dopady ve společnosti. Když byla energetická chudoba poprvé představena, byla popsána jako nedostatek energie na vytápění a chlazení domů. Dnes je energetická chudoba chápána jako důsledek komplexních systémových nerovností, které vytvářejí překážky v přístupu k moderní energii za dostupnou cenu. Energetickou chudobu je náročné měřit, a tedy i analyzovat, protože je soukromě prožívaná v rámci domácností, specifická pro kulturní kontext a dynamicky se mění v závislosti na čase a prostoru.
Podle iniciativy Světového ekonomického fóra Energy Poverty Action je „přístup k energii základem pro zlepšení kvality života a klíčovým předpokladem hospodářského rozvoje. V rozvojovém světě je energetická chudoba stále rozšířená.“ V důsledku této situace zahájila Organizace spojených národů (OSN) iniciativu Udržitelná energie pro všechny a vyhlásila rok 2012 Mezinárodním rokem udržitelné energie pro všechny, který se zaměřil především na snižování energetické chudoby. OSN dále uznává důležitost energetické chudoby prostřednictvím cíle č. 7 svých Cílů udržitelného rozvoje, kterým je „zajistit přístup k cenově dostupné, spolehlivé, udržitelné a moderní energii pro všechny.“

## Příčiny

### Zdroje energie
Ve většině rozvojových zemí převažují venkovské oblasti, které nemají moderní energetickou infrastrukturu. Ve velké míře se spoléhají na tradiční biomasu, jako je palivové dříví, dřevěné uhlí, rostlinné zbytky, dřevěné pelety a podobně. V těchto zemích často chybí moderní energetická infrastruktura, jako jsou elektrárny, přenosová vedení, podzemní potrubí pro dodávku zdrojů, jako je zemní plyn, ropa, které vyžadují vysoké počáteční náklady, což je nad jejich finanční a technologické možnosti. Ačkoli některé rozvojové země, jako například státy BRICS, dosáhly v oblasti energetiky téměř technologické úrovně vyspělých zemí a mají finanční sílu, ve většině rozvojových zemí stále převládá tradiční biomasa. Podle Mezinárodní energetické agentury se „využívání tradiční biomasy v mnoha zemích sníží, ale v jižní Asii a subsaharské Africe pravděpodobně poroste spolu s růstem populace.“
K nízkouhlíkovým rozvojovým strategiím mohou pozitivně přispět i projekty zaměřené na energetickou chudobu, které zahrnují obnovitelné zdroje.

### Zvyšování cen energií a chudoba
Zvyšování cen energií je často důležité z ekologických a fiskálních důvodů, zároveň ale mohou zvýšit úroveň chudoby domácností. Studie z roku 2016 hodnotí očekávané dopady reformy cen energií na chudobu a distribuci v kontextu Arménie. Studie odhaduje, že velké zvýšení tarifu zemního plynu o přibližně 40 % přispělo k tomu, že odhadem 8 % domácností nahradilo zemní plyn jako zdroj vytápění převážně dřevem – a také uvrhlo odhadem 2,8 % domácností do chudoby – tj. pod národní hranici chudoby. Tato studie také nastiňuje metodologické a statistické předpoklady a omezení, které vznikají při odhadu kauzálních dopadů energetických reforem na chudobu domácností, a zabývá se také možnými dopady těchto reforem na nepeněžní lidský blahobyt, který je obtížněji statisticky měřitelný.

### Energetický žebříček
Energetický žebříček ukazuje, jak se zvyšuje spotřeba energie s rostoucím příjmem domácnosti. V zásadě platí, že s rostoucím příjmem jsou typy energie používané domácnostmi čistší a účinnější, ale dražší, protože se přechází od tradiční biomasy k elektřině. „Domácnosti s nižší úrovní příjmů a rozvoje se obvykle nacházejí na spodní části energetického žebříčku a používají paliva, která jsou levná a místně dostupná, ale nepříliš čistá ani účinná.“ Podle Světové zdravotnické organizace jsou na těchto spodních příčkách více než tři miliardy lidí na světě, kteří jsou při uspokojování svých energetických potřeb závislí na palivech z biomasy – rostlinném odpadu, hnoji, dřevě, listí atd. a také uhlí. Neúměrně velký počet těchto osob žije v Asii a Africe: 95 % obyvatel Afghánistánu využívá tato paliva, 95 % v Čadu, 87 % v Ghaně, 82 % v Indii, 80 % v Číně atd. S rostoucími příjmy bychom očekávali, že domácnosti budou nahrazovat kvalitnější paliva. Tento proces je však poměrně pomalý. Ve skutečnosti Světová banka uvádí, že využívání biomasy pro všechny zdroje energie zůstalo od roku 1975 konstantní na úrovni přibližně 25 %.

## Definice energetické chudoby

### Energetická chudoba domácností
Energetickou chudobou domácností se rozumí situace, kdy domácnost nemá přístup k základním zdrojům energie nebo energetickým službám nebo si je nemůže dovolit k zajištění každodenních životních potřeb. Tyto požadavky se mohou v jednotlivých zemích a regionech lišit. Nejčastějšími potřebami jsou osvětlení, energie na vaření, vytápění nebo chlazení domácnosti.
Jiní autoři uvažují o různých kategoriích energetických potřeb od „základních energetických potřeb“ spojených s přežitím člověka,  přes „základní energetické potřeby“ potřebné k dosažení základní životní úrovně, které zahrnují všechny funkce v předchozím (vaření, vytápění a osvětlení) a navíc energii k zajištění základních služeb spojených se zdravotnictvím, vzděláváním a komunikací. „Potřeba energie pro produktivní využití“, kdy uživatel kromě základních energetických potřeb potřebuje energii pro zajištění obživy; a konečně „Energie pro rekreaci“, kdy uživatel splnil předchozí kategorie a potřebuje energii pro zábavu. V počátcích výzkumu energetické chudoby zohledňovaly její definice pouze minimální požadované množství energie, ale jiná myšlenková škola zastává názor, že by se při vymezení energetické chudoby mělo zohledňovat nejen množství energie, ale i kvalita a čistota využívané energie.
Jedna z těchto definic zní takto: „Osoba se nachází v 'energetické chudobě', pokud nemá přístup alespoň k: (a) ekvivalentu 35 kg LPG na vaření na osobu a rok z kapalných a/nebo plynových lahví nebo ze zlepšeného zásobování zdroji pevných paliv a zlepšených (účinných a čistých) sporáků na vaření a (b) 120 kWh elektřiny na obyvatele za rok pro osvětlení, přístup k většině základních služeb (pitná voda, komunikace, lepší zdravotní služby, lepší služby v oblasti vzdělávání a další) plus určitá přidaná hodnota místní produkce. „Zlepšený zdroj energie“ pro vaření je takový, který vyžaduje méně než 4 hodiny člověka týdně na domácnost k získání paliva, splňuje doporučení WHO pro kvalitu ovzduší (maximální koncentrace CO 30 mg/m3 po dobu 24 hodin a méně než 10 mg/m3 po dobu 8 hodin expozice) a celková účinnost přeměny je vyšší než 25 %.“

### Související ukazatele

#### Index energetického rozvoje – Energy Development Index (EDI)
Index energetického rozvoje (EDI), který poprvé představila Mezinárodní energetická agentura (IEA) v roce 2004, je zaměřen na měření přechodu země na moderní paliva a vypočítává se jako vážený průměr čtyř ukazatelů: 
1. komerční spotřeba energie na obyvatele jako ukazatel celkové ekonomické vyspělosti země;
2. spotřeba elektřiny na obyvatele v sektoru bydlení jako ukazatel spolehlivosti elektřiny a schopnosti zákazníků׳ mít k ní finanční přístup;
3. podíl moderních paliv na celkové spotřebě v sektoru bydlení jako ukazatel přístupu k moderním palivům na vaření;
4. podíl obyvatel s přístupem k elektřině."[13]

EDI byl vytvořen podle vzoru indexu lidského rozvoje (HDI). EDI tak poskytuje metriku, která umožňuje pochopit národní úroveň energetického rozvoje. To zároveň znamená, že EDI není dobře uzpůsoben k popisu energetické chudoby na úrovni domácností.

#### Vícerozměrný index energetické chudoby – (MEPI)
Měří, zda je jednotlivec energeticky chudý nebo bohatý, na základě toho, jak intenzivně pociťuje energetickou deprivaci. Energetická deprivace je kategorizována podle sedmi ukazatelů: „přístup ke světlu, modernímu palivu na vaření, čerstvému vzduchu, chlazení, rekreaci, komunikaci a chlazení prostoru.“ Jednotlivec je považován za energeticky chudého, pokud zažívá předem stanovený počet energetických deprivací. MEPI se vypočítá vynásobením poměru počtu osob označených za energeticky chudé k celkovému počtu osob ve vzorku a průměrné intenzity energetické deprivace energeticky chudých. Silnou stránkou MEPI je, že zohledňuje počet energeticky chudých spolu s intenzitou jejich energetické chudoby. Na druhou stranu, protože shromažďuje údaje na úrovni domácností nebo jednotlivců, je obtížnější pochopit širší národní kontext.

#### Index energetické chudoby – Energy Poverty Index (EPI)
Index energetické chudoby (EPI), který ve své studii v roce 2010 v Pákistánu vypracovali Mirza a Szirmai, se vypočítává zprůměrováním energetického nedostatku a energetické nepohodlnosti domácnosti. Energetická chudoba se měří pomocí ukazatelů, jako jsou např. „Frekvence nákupu nebo shánění zdroje energie; Vzdálenost od domácnosti, kterou urazí; Používané dopravní prostředky; Zapojení členů domácnosti do získávání energie; Čas strávený sháněním energie za týden; Zdravotní stav domácnosti; Zapojení dětí do shánění energie“. Nedostatek energie se měří jako nedostatek energie k uspokojení základních potřeb domácnosti. Tento ukazatel váží více dopad využitelnosti energetických služeb než jejich dostupnosti. Podobně jako MEPI shromažďuje EPI údaje na mikroúrovni, což umožňuje lepší pochopení energetické chudoby na úrovni domácností.

### Definice energetické chudoby v České republice
V podmínkách České republiky je energetická chudoba domácnosti definována splněním některých z kritérií. Domácnost
- uvádí, že si nemůže dovolit dostatečně vytápět byt;
- přiznává dluhy na energiích;
- vynakládá na energie velkou část ze svých příjmů a zároveň je u ní přítomen jakýkoliv druh chudoby (příjmová, subjektivní či materiální deprivace);

Zároveň musí být splněna podmínka, že taková domácnost má podprůměrný příjem.

## Současný stav
Energetická chudoba je akutním problémem. Podle zprávy International Energy Agency  (EIA) v současné době[kdy?] nemá přístup k elektrické energii 1,4 miliardy lidí; 2,7 miliard lidí je ve své energetické potřebě závislých na tradičním využití biomasy pro vaření – tedy přímém spalování dřeva, dřevěného uhlí či sušeného zvířecího trusu. Podle Světové zdravotnické organizace (WHO) kouřové zplodiny z nedokonalého spalování jsou příčinou 1,4 milionů úmrtí ročně, tedy téměř 4 000 denně.

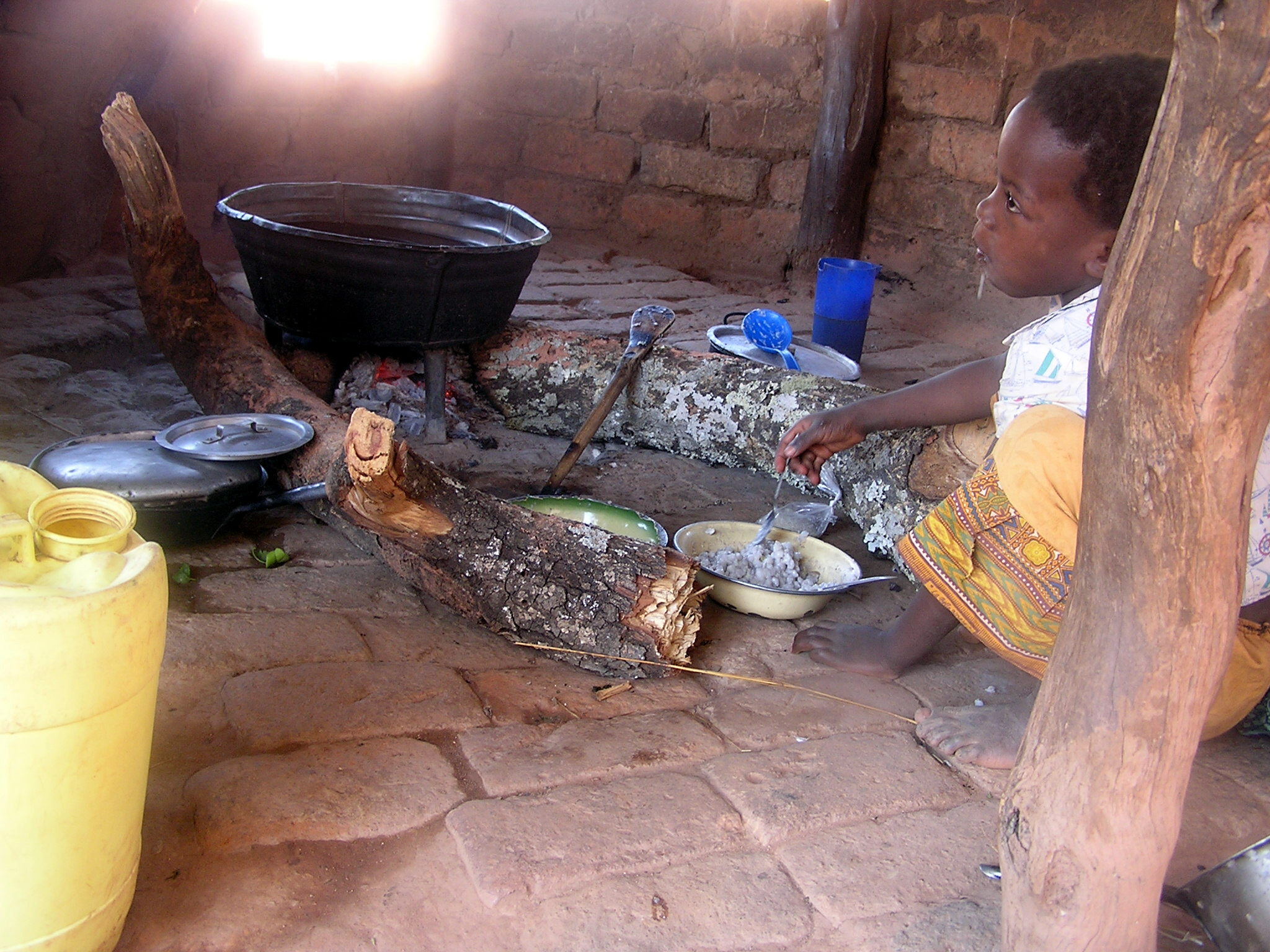
Tradiční zambijská kuchyně

Na Summitu Millenium+10[kdy?] řekl generální tajemník OSN Pan Ki-mun: „Všeobecný přístup k energiím je klíčovou prioritou globální rozvojové agendy. Je základem všech Rozvojových cílů tisíciletí.“[zdroj?] Přesto energetika zaměřená na nejchudší nemá speciální agendu v rámci Rozvojových cílů tisíciletí ani v rámci Evropské rozvojového fondu (EDF), z něhož jsou financovány rozvojové projekty Evropské unie.
Z osob žijících ve venkovských oblastech rozvojových zemí nemá 85 % přístup k elektrické energii.[zdroj?][kdy?] Samotná energie není dostačující k odstranění chudoby, může ale sehrát významnou roli v následujících Rozvojových cílech tisíciletí (MDGs):
MDG 1 – snížení hladu možností skladování potravin v chladu, zajištění lepšího přístupu k pitné vodě díky elektrickým čerpadlům

MDG 2 – zlepšení vzdělávání díky osvětlení a komunikačním technologiím

MDG 3 - zlepšení postavení žen snížením práce potřebné pro zajištění paliva a vody 

MDG 4,5,6 – snížení dětské a mateřské úmrtnosti, infekcí a bojem proti pandemiím zajištěním skladování léků, vakcín a sér i přístupem k modernímu lékařskému vybavení

MDG 8 – používání ekologicky únosných technologií pro zajištění přístupu k elektřině jako příspěvek ke globální udržitelnosti životního prostředí.

## Základní problémy elektrifikace
Z hlediska přístupu k energii je základním specifikem většiny rozvojových zemí charakter osídlení. Řídké osídlení většiny zemí subsaharské Afriky dosahuje i dvacetiny průměrné hustoty osídlení světa a tento fakt je významným činitelem energetické koncepce. V řídce osídlených zemích jsou velmi omezené možnosti budování energetické infrastruktury, tak jak ji známe z průmyslových zemí. Vysoké náklady na stavbu a údržbu rozsáhlých elektrických sítí spolu s vysokými přenosovými ztrátami ztrátami (v některých subsaharských zemích i přes 30% ) předurčují většinu řídce obydlených oblastí rozvojových zemí k decentrálnímu řešení formou lokálních sítí či energeticky nezávislých obydlí .

## Možná řešení – využití v lokálních cyklech
Základní možností je využití potenciálu obnovitelných zdrojů energie a budování decentrálních výrobních kapacit. Jde zejména o fotovoltaiku, která je v zemích blíže rovníku mnohem výkonnější, než v Evropě. Dále pak využití vodních a větrných turbín, bioplynu, udržitelně a pro lokální spotřebu vyráběných olejů a agropaliv. 
Tzv. malé domácí systémy (SHS), které pomocí fotovoltaiky zajišťují osvětlení obydlí. Dále je možno budovat lokální sítě postavené na jednom výkonném zdroji (např. vodní turbína), nebo na mixu různých zdrojů (např. fotovoltaika a větrná turbína).
Největším přínosem lokálně produkované obnovitelné energie je její začlenění do místních hospodářských cyklů. S energií budou nejenom možné běžné funkce, které jsou známy v rozvinutých zemích. Elektrifikace lokálních škol, venkovských zdravotních středisek či vodních pump umožní vyšší kvalitu poskytovaných služeb a povede k ekologičtějšímu provozu, odstranění těžké ženské a dětské práce.
Větší aplikace umožní zřízení dílny pro malé opravy či drobnou výrobu, ve vesnické komunitě tak mohou vzniknout nové pracovní příležitosti či možnosti oprav, které zlepší kvalitu života. Lokální energetické okruhy tak oživí lokální ekonomiku.
Naopak pro pokrytí spotřeby stále rostoucích městských aglomerací jsou ve slunných oblastech výhodné[zdroj?] solárnětermické elektrárny, které mohou dodávat elektřinu i v obdobích bez přímého svitu slunce.